# Konformní zobrazení

pravoúhlá mřížka (nahoře) a její obraz pod konformní zobrazením ' f ' (dole)

Konformní zobrazení je spojité zobrazení, které zachovává úhly.

Holomorfní anebo antiholomorfní funkce s nenulovou derivací na části komplexní roviny je konformní zobrazení. Komplexní funkce s nulovou derivací může, ale nemusí být konformní.
Konfomní zobrazení v komplexní rovině se dělí na konformní zobrazení I.druhu[zdroj?] které zachovává kromě úhlů i orientaci, a konformní zobrazení II.druhu[zdroj?] které mění orientaci na opačnou.

## Příklady konformních zobrazení
- Stereografická projekce
- Lineární zobecněná funkce na Riemannově sféře
- Akce ortogonální grupy SO(n+1,1) na nulový kužel, který reprezentujeme sférou {\displaystyle S^{n}}.
- Ortogonální zobrazení
- Sférické souřadnice (jako zobrazení části prostoru do prostoru).